# Masdevallia sprucei
Masdevallia sprucei är en orkidéart som beskrevs av Heinrich Gustav Reichenbach. Masdevallia sprucei ingår i släktet Masdevallia och familjen orkidéer. Inga underarter finns listade i Catalogue of Life.